# 6,5×47 мм Lapua
6.5×47mm Lapua (6.5×47mm) — гвинтівковий набій, створений у 2005 році фінською компанією Nammo Lapua та швейцарською Grünig & Elmiger AG як спеціалізований патрон для змагань зі стрільби на дистанціях 300—1000 м.

## Історія
6,5×47 mm Lapua не походить напряму від жодного існуючого патрона, оскільки немає інших набоїв схожих розмірів з малим гвинтівковим капсулем. Він був розроблений компанією Lapua за допомогою швейцарського виробника гвинтівок Grunig & Elmiger. Для гільзи запозичили деякі характеристики від 6mm PPC щоб зробити набій максимально точним.

## Характеристики
При розробці 6,5×47mm Lapua мала на меті створити набій калібром 6,5 мм з найкращим поєднанням точності, довговічності ствола та об'ємом гільзи для цільової стрільби. 6,5×47mm має нижчу швидкість кулі у порівнянні з такими набоями калібру 6,5 мм як .260 Remington внаслідок меншої ємності гільзи. Швидкість кулі 6,5×47mm є предметом деяких суперечок. Згідно з Precision Rifle Blog швидкість дещо менша за 6.5 Creedmoor, але у деяких випадках може досягати та перевищувати її. Можливо це пов'язано із тим, що, незважаючи на те, що максимальний заявлений тиск обох патронів є однаковим, на практиці тиск у 6,5×47mm Lapua є вищим завдяки меншому капсулю та кращій якості гільз.
Тиск у патроннику дорівнює 435 МПа, що трохи більше, ніж максимальний тиск .260 Remington.
Досі жоден інший виробник окрім Lapua не виробляє набої 6.5x47. Для цього є дві причини. Першою є те, що дуже важко досягти такої ж високої якості, як у Lapua, іншою причиною є те, що цей набій не заснований на жодному іншому, тому і обладнання для його виробництва має бути повністю новим.

## Особливості
Набій має деякі особливості, пов'язані зі специфікою його використання як патрона для цільової стрільби:
- Високий тиск у патроннику (435 МПа) що забезпечує високу швидкість кулі та настильність траєкторії.
- Зменшене зношування ствола[11] у порівнянні з 6mm Norma BR.

## Застосування у змаганнях
6.5x47 здобув багато перемог у змаганнях зі стрільби, більшість з яких на дистанції у 600 ярдів. Зокрема, у 2010 стрілець Erik Cortina використовуючи цей набій побив рекорд у стрільбі на 300 ярдів у змаганнях Bayou Rifle Club у Хьюстоні.  

## Варіанти
Невдовзі після появи 6.5x47 з'явилася його версія зі зменшеним до 6 мм калібром. Цей варіант звичайно називають 6-6.5x47, щоб уникнути плутанини з 6x47 Swiss Match. Цей набій використовує таку саму гільзу, але із великим капсулем. Іншим поширеним варіантом є набій зі зменшеним до 6 мм калібром та більш крутим (40°) плечем гільзи. Така версія патрона має на 100 фут/с більшу швидкість кулі порівняно зі звичайним 6-6.5x47 завдяки більшій ємності гільзи.